# Madang FC
Madang FC ist ein Fußballklub aus Madang, Papua-Neuguinea, der in der höchsten nationalen Liga spielt.
Der Klub war zuvor unter den Namen Madang Fox und Madang Flying Fox bekannt. 2006, im ersten Jahr der neugegründeten semi-professionellen National Soccer League, erreichte Madang den vierten Platz. Die darauffolgende Saison wurden sie Letzter. Das beste Ergebnis war der zweite Platz bei den Championship Playoffs 2015.
Madang FC nahm an der OFC Champions League 2017 und der OFC Champions League 2018 teil.